# Vultures 1
Vultures 1 je debutové album dua ¥$ (Ye a Ty Dolla Sign) vydané vlastním nákladem (YZY) 10. února 2024. Jako neuvedení umělci na albu hostují Playboi Carti, Travis Scott, Freddie Gibbs, Nipsey Hussle, YG, Lil Durk, Bump J, Rich the Kid a Chris Brown, India Love a Westova dcera, North West.
Jako většina Westových projektů byla i tato deska několikrát odložena a přepracována. Před jejím vydáním West pořádal několik veřejných přehrávek, na kterých byly přehrávány písně v různém stavu úprav a nahrávání. Datum vydání, 10. února, oslavuje dvacáté výročí vydání Westova debutu The College Dropout. Dle původního plánu mělo začátkem března vyjít album Vultures 2 a měsíc na to, v dubnu, finální Vultures 3. K dodržení termínů ale nedošlo.

## O albu
Po antisemitských výrocích z podzimu 2022 a svatbě s Biancou Censori, kterou si vzal v prosinci 2022, se s příchodem nového roku odmlčel ze sociálních sítí a stáhl se do ústraní. Na pódia se vrátil až v srpnu 2023, kdy vystoupil coby host na koncertu v římském Circu Maximu během turné Travise Scotta k jeho albu Utopia.
Na začátku října 2023 proběhla v Itálii soukromá přehrávka alba, na kterém West do té doby pracoval. Současně se začalo spekulovat, že půjde o spolupráci se zpěvákem Ty Dolla $ign. Jelikož Westovy antisemitské komentáře vedly k rozvázání kontraktu společností Def Jam Recordings i k ukončení spolupráce se společností Stem Player, musel West své album nabídnout novým distributorům, přičemž údajně někteří velcí hráči vydání odmítli. Na konci listopadu vyšel jejich společný singl „Vultures“ (ft. Bump J). Na původní verzi singlu hostoval také Lil Durk. Singl obsahuje problematický verš „How I'm anti-semitic? I just f*cked a Jewish b*tch“. Singl vyšel pod novou značkou dua ¥$ nezávisle na vydavatelstvích. Dne 12. prosince 2023 pořádali v Miami speciální rave koncert, kde přehráli deset písní z alba. Koncert byl i streamován. Během vystoupení West nosil špičatou černou kuklu přípomínající tu, kterou v bílé variantě nosí členové rasistického Ku-klux klanu. Za to se dočkal kritiky za propagaci rasové nenávisti od hnutí Black Lives Matter nebo neziskové organizace National Civic League. Projekt Vultures měl být vydán v polovině prosince, ale následně byl odložen. Přebal desky vytvořil ruský návrhář Goša Rubčinskij a vychází z obrazu, který v roce 1835 namaloval Caspar David Friedrich. Nakonec West oznámil, že projekt rozdělí na tři části, které bude postupně zveřejňovat vlastním nákladem během měsíců únor, březen a duben 2024. Na začátku února 2024 zveřejnil EP s remixy titulního singlu „Vultures“. Pro EP byl použit dříve zmíněný přebal. Dne 10. února 2024 vyšlo i album Vultures 1. Na obalu desky je vyfocen stylizovaný West v masce a jeho manželka Censori.
Dne 9. února 2024 Ozzy Osbourne prohlásil, že West neoprávněně použil úryvek z jeho písně „Iron Man“ pro píseň „Carnival“. West brzy poté píseň přehrál, kdy pro tento úryvek využil sample své dřívější písně „Hell of a Life“, která využívá stejný riff. Po vydání alba se pozůstalost Donny Summer rozhodla bránit proti neoprávněnému použití samplu písně „I Feel Love“ pro píseň „Good (Don't Die)“. Dne 14. února proto tuto píseň Spotify stáhlo ze své platformy. Dne 15. února distribuční platforma FUGA, která umožňuje nahrávání nezávislé hudby na streamovací služby, vydala prohlášení, ve kterém uvedla, že jedná o stažení alba ze všech streamovacích služeb, jelikož její klient využil právě tuto platformu, ačkoliv vedení společnosti použití zakázalo. Brzy poté bylo celé album staženo ze služeb iTunes Store a Apple Music. Ihned poté bylo ale album na streamovací služby vráceno přes platformu Label Engine od Create Music Group, ovšem bez písně „Good (Don't Die)“.

## Po vydání
I přes problémy s nahráváním na streamovací služby album Vultures 1  debutovalo na první příčce žebříčku Billboard 200 se 148 000 prodanými kusy (po započítání streamů). Pro Westa to bylo již jedenácté album, které debutovalo na první příčce žebříčku a mezi rappery se stal v tomto ohledu třetím nejúspěšnějším (více mají jen Drake a Jay-Z). Všech šestnáct písní z alba se umístilo v žebříčku Billboard Hot 100, a to včetně stažené písně „Good (Don’t Die)“, u které nebylo právně schváleno použití samplu. Nejvíce zabodovaly písně „Carnival“ (1. příčka), „Fuk Sumn“ (23. příčka) a „Back to Me“ (26. příčka). Singl „Carnival“ debutoval na třetí příčce žebříčku Billboard Hot 100, ale brzy poté se vyšplhal až na vrchol žebříčku. Šlo již o Westův pátý number-one hit. West se stal prvním rapperem, který měl number-one hit ve všech třech posledních dekádách.
Singl „Vultures“ vyšel na EP Vultures Pack s remixy. Singl „Carnival“ vyšel na EP Carnival Pack, který obsahoval intrumentální, acapella, cenzurovanou a „Hooligans“ verzi. Hooligans verze obsahuje pouze chorál, který pro singl West nahrál s ultras fanoušky Curva Nord Milano fotbalového týmu FC Inter Milán. Během února 2024 se West také účastnil zápasu týmu.

## Ohlasy kritiků
Album se setkalo s průměrným hodnocením kritiků. Na internetovém agregátoru recenzí Metacritic si drželo skóre 52 bodů ze 100. Kritici obecně kritizovali slabé texty plné klišé a fakt, že Westův antisemitismus a kontroverze zcela zastínily potenciál alba. Naopak kladně byly hodnoceny zejména písně „Burn“, „Talking“ a „Stars“.
Hudební publicista Karel Veselý ve své recenzi pro Deník Alarm píše o kontextu alba následující: „Pár měsíců předtím vzbudila pozdvižení první verze obalu, která vycházela z obrazu 'Krajina s hroby' německého romantického malíře Caspara Davida Friedricha oslavovaného v éře nacismu. Typografie, kterou byl název desky vyveden, pak evokovala grafickou prezentaci norského blackmetalového projektu Burzum, který bývá řazen mezi neonacistické. Ye se sám následně vyfotil v tričku Burzum a ačkoliv album nakonec vyšlo s jiným obalem, merchandise s tím původním se dál prodává v jeho internetovém obchodě. Tam je k dostání i tričko s říšskou orlicí v podobě, v jaké byla používána v Německu v éře nacismu.“ K hudební stránce desky uvádí: „Jako umělecký artefakt je 'Vultures 1' vlastně jen typická pozdní deska tvůrce, jehož kariéra pomalu uvadá a on dělá už hlavně to, že k potěše svých skalních fanoušků opakuje staré osvědčené triky. Ye to ale dělá dobře, jeho producentský um je pořád na svém místě, beaty jsou skvělé, i když už nedokáže moc překvapit. Jeho starší desky posouvaly hranice žánru do nových teritorií, ta současná se spíš jen dívá do zpětného zrcátka.“
Kulturní publicista Jonáš Kucharský ve své negativní recenzi pro Seznam Zprávy napsal: „Desku na mnoha místech drží nad vodou rap Ty Dolla $igna a několik Westových skvělých hudebních nápadů. Ty jsou ale často utopené v neumětelském mixu, vokály jsou často nepochopitelně přebuzené a nedotažené. Těch pár světlých momentů, jako je například beat Back to Me, pohřbí West svým rapem. Technická nedokonalost jeho flow byla dřív roztomilou výstředností, tady je ale v kombinaci s trapnými a do sebe zahleděnými a ublíženými texty pouze otravná.“

## Seznam skladeb
| Pořadí         | Název            | Hudba                                                                       | Text | Délka |
| -------------- | ---------------- | --------------------------------------------------------------------------- | --- | ----- |
| 1.             | Stars            | Ye JPEGMafia FnZ Sean Leon SHDØW                                            | Ye Tyrone Griffin, Jr. Barrington Hendricks Michael Mulé Isaac De Boni Matthew Leon Quentin Miller Dijon Duenas Henry Kwapis Jack Karaszewski               | 1:55  |
| 2.             | Keys to My Life  | Ye Timbaland Hubi SHDØW Vinnyforgood VEYIS                                  | Ye Griffin India Love Timothy Mosley | 2:54  |
| 3.             | Paid             | Ye Stryv Wax Motif Chrishan Kilhoffer                                       | Ye Griffin Anthony Kilhoffer Christopher Dotson Denzel Curry Cedric Hailey Joel Hailey                                                                      | 3:15  |
| 4.             | Talking          | Ye No I.D. James Blake DJ Camper Edsclusive                                 | Ye Tyrone Griffin, Jr. Cydel Young Ernest Wilson James Litherland Darhyl Camper Jr. Edward Davadi Anthony Clemons, Jr. Shawntoni "Mamii" Nichols North West | 3:05  |
| 5.             | Back to Me       | Ye 88-Keys Wax Motif AyoAA Dean                                             | Ye Griffin Fredrick Tipton Quavious Marshall Charles Njapa Daniel Chien Asif Aswad Michael Dean                                                             | 4:55  |
| 6.             | Hoodrat          | Ye 88-Keys                                                                  | Ye Griffin Njapa Malik Yusef Robert Booker | 3:42  |
| 7.             | Do It            | Ye Wheezy DJ Mustard Chrishan Cubeatz LukasBL DTP                           | Ye Griffin Keenon Jackson Ermias Asghedom Wesley Glass Dijon McFarlane Dotson Kevin Gomringer Tim Gomringer Lukas Leth DTP Fre$h                            | 3:45  |
| 8.             | Paperwork        | Ye Digital Nas DJ Roca DJ Vitinho Beat                                      | Ye Griffin Marshall Nasir Pemberton Victor Hugo dos Santos Bruno Gioia                                                                                      | 2:25  |
| 9.             | Burn             | Azul BEAM Chrishan Morten “Rissi” Ristorp Ye The Legendary Traxster         | Ye Griffin, Jr. Chrishan BEAM | 1:51  |
| 10.            | Fuk Sumn         | Ye Timbaland SHDØW Hubi Digital Nas JPEGMafia AyoAA Chrishan                | Ye Griffin Jordan Carter Jacques Webster Mosley Pemberton Miller Dotson Hendricks Robert Cooper Paul Beauregard Aswad                                       | 3:29  |
| 11.            | Vultures         | Ye Ty Dolla Sign Ojivolta Rambali Wheezy Ambezza Marlonwiththeglasses Juice | Ye Griffin, Jr. Terrance Boykin Durk Banks Young Mark Williams Raul Cubina Gustave Rudman Rambali Jason Harris Marlon Barrow Orlando Wilder                 | 4:36  |
| 12.            | Carnival         | Ye Lab Cook Ojivolta Digital Nas                                            | Ye Griffin, Jr. Dimitri Roger Jordan Carter Nasir Pemberton Grant Dickinson Mark Williams Cubina                                                            | 4:24  |
| 13.            | Beg Forgiveness  | Digital Nas Ye London on da Track JPEGMafia                                 | Ye Griffin Christopher Brown Pemberton Hendricks London Holmes                                                                                              | 6:08  |
| 14.            | Good (Don't Die) | Ye No I.D.                                                                  | Ye Griffin Wilson | 3:19  |
| 15.            | Problematic      | Ye 88-Keys Slonka                                                           | Ye Griffin Njapa Adam Slonka | 3:14  |
| 16.            | King             | Wheezy Lester Nowhere JPEGMafia                                             | Ye Griffin, Jr. Wesley Tyler Glass Lester Nowhere | 2:36  |
| Celková délka: | Celková délka:   | Celková délka:                                                              | Celková délka: | 55:33 |

Poznámky:
- "Keys to My Life" obsahuje vokály, které nahrála India Love.
- "Talking" obsahuje vokály, které nahrála North West.
- "Back to Me" obsahuje vokály, které nahráli Freddie Gibbs a Quavo.
- "Do It" obsahuje vokály, které nahráli Nipsey Hussle a YG.
- "Paperwork" obsahuje vokály, které nahrál Quavo.
- "Fuk Sumn" obsahuje vokály, které nahráli Playboi Carti a Travis Scott.
- "Vultures" obsahuje vokály, které nahráli Bump J a Lil Durk.
- "Carnival" obsahuje vokály, které nahráli Playboi Carti a Rich the Kid.
- "Beg Forgiveness" obsahuje vokály, které nahrál Chris Brown.

Samply:
- "Stars" obsahuje sampl z písně "Good Luck", kterou nahrál Dijon.
- "Keys to My Life" obsahuje sampl z písně "Can It Be All So Simple / Intermission", kterou nahrála skupina Wu-Tang Clan.
- "Paid" obsahuje sampl z písně "Brighter Days (Underground Goodies Mix)", kterou nahráli Cajmere and Dajae; písně "Get on Up", kterou nahrála skupina Jodeci a upravenou část z písně "Roxanne" od skupiny The Police.
- "Talking" obsahuje upravenou část z písně "Talking", kterou nahrál James Blake a písně "Off the Grid", kterou nahrál Kanye West.
- "Back to Me" obsahuje sampl z písně "Rock Box" od skupiny Run-D.M.C., a dialog z filmu Dogma.
- “Paperwork” obsahuje sampl z písně “Montagem Faz Macete 3.0”, , kterou nahráli DJ Vitinho Beat, DJ Roca, MC Neguin MT a MC Magrinho, a písně “Ay Si Ñiño (Remix)”, kterou nahráli Rochy RD a Mafeo 13.
- "Good (Don't Die)" obsahuje upravenou část z písně "I Feel Love", kterou nahrála Donna Summer.